# Коробкин, Иван Петрович
Ива́н Петро́вич Коро́бкин (1921 — 16 сентября 1944) — капитан Рабоче-крестьянской Красной Армии, участник Великой Отечественной войны, Герой Советского Союза (1945).

## Биография
Иван Коробкин родился в 1921 году в селе Родино (ныне — Родинский район Алтайского края). Проживал на станции Манзовка (ныне — посёлок Сибирцево в Приморском крае). Окончил десять классов школы. В 1939 году Коробкин был призван на службу в Рабоче-крестьянскую Красную Армию. В 1941 году он окончил Ленинградское артиллерийское училище. С начала Великой Отечественной войны — на её фронтах. К сентябрю 1944 года гвардии капитан Иван Коробкин командовал дивизионом 233-го гвардейского артиллерийского полка 95-й гвардейской стрелковой дивизии 5-й гвардейской армии 2-го Украинского фронта. Отличился во время форсирования Днестра.
Дивизион Коробкина успешно переправился через Днестр и принял активное участие в плацдарме на его противоположном берегу. 16 апреля 1944 года он успешно отразил немецкую контратаку, уничтожив 4 штурмовых орудия. Во время второй контратаки, когда пехота противника прорвалась к позициям батареи, Коробкин организовал круговую оборону, отбросив её. В том бою он погиб. Похоронен в селе Ташлык, где Герою установлен бюст.
Указом Президиума Верховного Совета СССР от 24 марта 1945 года гвардии капитан Иван Коробкин посмертно был удостоен высокого звания Героя Советского Союза. Также был награждён орденами Ленина, Александра Невского, Отечественной войны 2-й степени, Красной Звезды, рядом медалей.